# Duitsland op het Eurovisiesongfestival 1998
Duitsland deed mee aan het Eurovisiesongfestival 1998 in Birmingham. Het was de 42ste deelname van het land op het Eurovisiesongfestival.

## Selectieprocedure
Net zoals het voorbije jaar koos men ook deze keer weer voor een nationale finale.
Deze werd gehouden op 26 februari 1998 in Stadthalle Bremen en werd gepresenteerd door Axel Bulthaupt en Nena.
Tien artiesten namen deel aan deze finale en de winnaar werd bepaald door televoting.

| Volgorde | Artiest          | Lied                            | Punten | Plaats |
| -------- | ---------------- | ------------------------------- | ------ | ------ |
| 1        | Shana            | "Es regnet nie in Texas"        |        | 9de    |
| 2        | Ballhouse        | "Can-Can"                       |        | 6de    |
| 3        | Maria Perzil     | "Freut Euch!"                   |        | 10de   |
| 4        | Diana & Wind     | "Lass die Herzen sich berühren" |        | 5de    |
| 5        | Sharon           | "Kids"                          |        | 8ste   |
| 6        | Guildo Horn      | "Guildo hat euch lieb!"         | 62%    | 1ste   |
| 7        | Rosenstolz       | "Herzensschöner"                | 10,6%  | 2de    |
| 8        | Köpenick         | "Carneval"                      |        | 7de    |
| 9        | Fokker           | "Gel-Song (Kleine Melodie)"     |        | 4de    |
| 10       | Hearts and Roses | "Du bist ein Teil von mir"      | 10,1%  | 3de    |

## In Birmingham
In de finale van het Eurovisiesongfestival 1998 moest Duitsland optreden als 9de, net na Israël en voor Malta. Op het einde van de stemming bleek dat ze op een 7de plaats geëindigd waren met 86 punten.
Men ontving 3 keer het maximum van de punten.
Nederland en België hadden respectievelijk 12 en 7 punten over voor deze inzending.

### Gekregen punten
| 12 punten                          | 10 punten  | 8 punten             | 7 punten | 6 punten                         |
| ---------------------------------- | ---------- | -------------------- | -------- | -------------------------------- |
| - Nederland - Spanje - Zwitserland | - Portugal | - Ierland - Slovenië | - België | - Roemenië - Verenigd Koninkrijk |
| 5 punten                           | 4 punten   | 3 punten             | 2 punten | 1 punt                           |
|                                    |            | - Griekenland        |          | - Estland - Finland              |

### Gegeven punten
Punten gegeven in de finale:
| 12 punten | Turkije             |
| 10 punten | Kroatië             |
| 8 punten  | Malta               |
| 7 punten  | Israël              |
| 6 punten  | Nederland           |
| 5 punten  | Polen               |
| 4 punten  | België              |
| 3 punten  | Noorwegen           |
| 2 punten  | Ierland             |
| 1 punt    | Verenigd Koninkrijk |

1956 · 1957 · 1958 · 1959 · 1960 · 1961 · 1962 · 1963 · 1964 · 1965 · 1966 · 1967 · 1968 · 1969 · 1970 · 1971 · 1972 · 1973 · 1974 · 1975 · 1976 · 1977 · 1978 · 1979 · 1980 · 1981 · 1982 · 1983 · 1984 · 1985 · 1986 · 1987 · 1988 · 1989 · 1990 · 1991 · 1992 · 1993 · 1994 · 1995 · 1996 · 1997 · 1998 · 1999 · 2000 · 2001 · 2002 · 2003 · 2004 · 2005 · 2006 · 2007 · 2008 · 2009 · 2010 · 2011 · 2012 · 2013 · 2014 · 2015 · 2016 · 2017 · 2018 · 2019 · 2020 · 2021 · 2022 · 2023 · 2024 · 2025